# Kovernyinói járás

A Kovernyinói járás a Nyizsnyij Novgorod-i területen

A Kovernyinói járás (oroszul Ковернинский район) Oroszország egyik járása a Nyizsnyij Novgorod-i területen. Székhelye Kovernyino.

## Népesség
- 1989-ben 24 063 lakosa volt.
- 2002-ben 21 404 lakosa volt.
- 2010-ben 19 951 lakosa volt, melynek 98,5%-a orosz.

A járás népessége az alábbiak szerint alakult:
| Lakosok száma | 34 334 | 31 433 | 24 063 | 19 653 | 19 951 | 19 360 | 18 960 | 18 597 | 18 297 | 17 513 |
|               | 1939   | 1970   | 1989   | 2008   | 2010   | 2013   | 2015   | 2017   | 2019   | 2021   |